# اسپم
اسپم (به انگلیسی: Spam) یا هرزنامه (به انگلیسی: Spamming)، به معنی پیام یا نامه الکترونیکی است که بدون درخواست گیرنده و به صورت انبوه فرستاده می‌شود. به‌طور کلی اسپم به معنای فرستادن پیام‌های متعدد و مشابه است. به عمل ارسال محتوای هرزنامه، اسپمینگ گفته‌می‌شود. یکی از مشهورترین انواع اسپم هرزنامه ایمیل است. اسپمینگ می‌تواند در پیام‌رسان، شبکهُ اجتماعی، وبلاگ و ایمیل صورت گیرد.
هرزنامه‌ها با اهداف مختلفی ارسال می‌شوند. گاهی ممکن است شامل اطلاعات مختلفی بوده یا حتی مجهز به یک بدافزار یا ویروس جهت خرابکاری یا سرقت اطلاعات سیستم موردنظر باشند. به سبب ایجاد مزاحمت برای کاربران، اغلب سرویس‌های بزرگ اینترنتی نظارت سختگیرانه بر روی هرزنامه‌ها دارند. فردی که یک اسپم ایجاد می‌کند. «اسپمر» نامیده می‌شود.[2]

## پیشینه
«اسپم» در واقع عنوان علامت تجاری تولیدات گوشت بسته‌بندی محصولات غذایی معروف «هرمل» است و یکی از محصولات گوشتی کمی بود که در دوران جنگ جهانی دوم از جیره دهی مستثنی شده بود و از این رو به‌طور گسترده‌ای در دسترس بود. بعد از مدتی از این واژه در یک برنامهٔ طنز تلویزیونی انگلیسی (به نام میدان پرواز پی‌تون) استفاده کردند که در آن اسپم به شیوه‌ای غیرمعمول و طنزگونه در فهرست غذاهای رستوران تکرار شده بود. این تکرار بیش از حد، الهام بخش نامگذاری هرزنامه به این نام است.
اولین اسپم در سال ۱۹۷۸ توسط گری توورک ارسال شد. وی به قصد تبلیغ شرکتش ششصد نامه به کاربران ارسال نمود. از نظر فنی، ارسال اسپم تقریباً بدون هزینه است و این مسئله باعث شده شرکت‌های بازاریابی متعددی از این روش استفاده کنند. از آنجایی که هرزنامه باعث آزار کاربران شده و بسیاری از مواقع برای اهداف خرابکارانه استفاده می‌شوند، به‌طور کلی دیدگاه عمومی نسبت به آنها منفی است.

## تعریف اسپم
به سوء استفاده از ابزارهای الکترونیکی مانند ایمیل، مسنجر، گروه‌های خبری ایمیلی، فکس، پیام کوتاه و… برای ارسال پیام یا اشتراک‌گذاری محتوا به صورت انبوه و به صورت ناخواسته اسپم می‌گویند. با توجه به هزینه اندک این روش نسبت به پست سنتی که در گذشته برای ارسال پلاک به پلاک تبلیغات مورد استفاده قرار می‌گرفت و همچنین ناقص بودن قوانین بین‌المللی برای محدود کردن هرزنامه، استفاده از هرزنامه‌ها تقریباً در هر بستر اینترنتی مشاهده می‌شود.
از اسپم استفاده‌های متعددی می‌شود. برندسازی، بازاریابی، تأثیرگذاری بر افکار عمومی، جریان دهی به فضای اجتماعی، خرابکاری گسترده و وندالیسم نمونه‌هایی از کاربرد اسپم هستند. گاهی از اسپم‌ها برای آلوده کردن سیستم‌های کامپیوتری نیز استفاده می‌شود. از معروفترین بدافزارهایی که توسط اسپم‌ها گسترش می‌یابند، بات‌نت‌ها هستند. از بات‌نت‌ها برای اهداف گوناگونی مانند هدایت‌کردن حملات DDoS استفاده می‌شود. در بیشتر این موارد، سازنده بدافزار، کامپیوتر آلوده‌شده را که به علت گستردگی تقریباً شناسایی و پیگیری آن غیرممکن است، بعداً مجدد استفاده خواهد کرد.
اسپم‌ها به گونه‌های مختلفی در اینترنت گسترش می‌یابند و مورد استفاده قرار می‌گیرند که اسپم موتورهای جستجو، اسپم ایمیل، اسپم‌های وبلاگی، انجمنی و شبکه‌های اجتماعی از مهمترین آنها هستند.

## انواع هرزنامه

### اسپم ایمیل
اسپم ایمیل که تحت عنوان ایمیل فله‌ای ناخواسته نیز نامیده می‌شود به ارسال مکرر، بدون استثنا و انبوه پیام‌های ایمیلی با محتوای تجاری و تبلیغاتی گفته می‌شود. اسپم ایمیل در اواسط ۱۹۹۰، به محض ورود به سطح اینترنت به یک معضل شد و روز به روز گسترش یافت. به صورتی که امروزه با یک تخمین محافظه‌کارانه ۸۰ تا ۸۵ درصد ایمیل‌ها را در بر می‌گیرد و در بعضی تخمین‌ها از ۹۵ درصد نیز فراتر می‌رود.

### اسپم پیام‌دهی آنی یا لحظه‌ای
اسپم پیام‌دهی آنی، که به اسپیم (واژه‌ای مرکب از اسپم و پیامدهی آنی) معروف است، از سیستم‌های پیام‌دهی آنی استفاده می‌کند. بسیاری از سیستم‌های پیام‌دهی آنی، از یک دایرکتوری کاربری شامل اطلاعات آماری را که در اختیار یک ناشر یا اپراتور تلفن همراه است، برای علامت گذاری و ارسال پیام یا پیامک‌های ناخواسته استفاده می‌کنند. اسپمرها معمولاً کانال‌های متداول چت اینترنتی را هدف قرار می‌دهند و با به‌کارگیری بات‌های آی‌آرسی که کانال‌ها را متصل می‌کنند، پیام‌های خود را منتشر می‌نمایند.

### موتورهای جستجوی با اهداف اسپم (اسپم دکسینگ)
اسپم دکسینگ (مرکب از واژه اسپم کردن و ضمیمه کردن پیام می‌باشد) به عملکردی روی وب جهانی گفته می‌شود که طی آن، هرزنگارها تلاش می‌کنند با قرار دادن غیرقابل توجیه پیوند در صفحات مختلف وب، شانس قرارگیری یک وبسایت در رتبه‌های بالاتر موتورهای جستجو را تقویت کنند. به این روش، غالباً بهینه‌سازی موتورهای جستجوی کلاه سیاه گفته می‌شود. بیشتر موتورهای جستجوی مدرن، الگوریتم‌های خود را برای خنثی نمودن تاکتیک‌های اسپم دکسینگ تقویت کرده‌اند یا مانند گوگل، برای جلوگیری از روش‌های اسپمینگ از هوش مصنوعی استفاده می‌کنند.

### اسپم انجمنی
اسپم انجمنی نوعی از اسپم است که در انجمن‌های گفتگو و پشتیبانی، بسیار رایج است و اغلب از آن به عنوان یک معضل یاد می‌شود. در این نوع اسپم، کاربران به جای پاسخ‌های مناسب از پاسخ‌های غیر مرتبط یا تکراری که شامل متن‌هایی پیش ساخته هستند استفاده می‌شود. این موضوع باعث انحراف موضوع بحث و به نتیجه نرسیدن آن خواهد شد.

### اسپم شبکه‌های اجتماعی
اسپم در شبکه‌های اجتماعی به صورت بسیار گسترده‌ای در جریان است. اسپمینگ در شبکه‌های اجتماعی معمولاً با استفاده از حساب‌های جعلی یا ربات‌های شبکهُ اجتماعی صورت می‌گیرد. به‌طور مثال، تخمین زده می‌شود ۹–۱۵٪ حساب‌های موجود فعلی در توئیتر، مربوط به ربات‌ها باشند. بیشترین فعالیت هرزه نامه‌ها در شبکه‌های اجتماعی مربوط به صورت ارسال ناخواسته پیام به صورت انبوه، تبلیغات آزاردهنده یا فریبنده برای جذب کلیک می‌باشد. گفته می‌شود در انتخابات ۲۰۲۰ ریاست جمهوری آمریکا، به‌طور گسترده از هرزه نامه‌ها برای انحراف و تأثیرگذاری بر افکار عمومی استفاده شده‌است.

## اهداف انتشار اسپم
اهداف متفاوتی برای به وجود آمدن اسپم وجود دارد. امروزه اسپم‌ها به‌طور عمده با هدف‌های تجاری منتشر می‌شوند؛ ولی اسپم‌های غیرتجاری با هدف‌های دیگری نیز وجود دارند. ایمیل و دیگر شکل‌های اسپم کردن، برای اهداف دیگری غیر از اعلانات و آگهی‌ها مانند موارد سیاسی یا مذهبی نیز به کار رفته‌اند. برای مثال، در انتخابات ریاست جمهوری ۲۰۱۶ ایالات متحدهٔ آمریکا، ربات‌های توئیتری در ابعاد بسیار گسترده‌ای به انتشار اسپم می‌پرداختند. براساس این تخمین‌ها، حداقل ۴۰۰٬۰۰۰ ربات مسئول بیش از ۳٫۸ میلیون توییت بودند که تقریباً ۱۹٪ از کل حجم این مباحثات را تشکیل می‌داد. تعداد فزاینده‌ای از تبهکاران نیز با به‌کارگیری اسپم‌ها مرتکب انواع مختلفی از کلاهبرداری‌ها می‌شوند و در بعضی موارد از اسپم برای کلاهبرداری، قلدری مجازی و باج‌خواهی بهره می‌برند.

## مناطق جغرافیایی اسپم‌ها
به سبب گستردگی حملات، استقرار سرورها در کشورهای ثالث و همچنین تغییرات متوالی در کشورهای مبدأ حملات، اطلاعات و رده‌بندی‌ها در این زمینه پایدار و ثابت نیستند. برای مثال، در سه ماههٔ سوم ۲۰۲۰ کشور روسیه با داشتن ۲۰ درصد در کل پیام‌های اسپم فرستاده شده، در رتبهٔ اول قرار داشت. کشورهایی که در این زمینه معمولاً در رتبات اول قرار دارند، معمولاً شامل چین، ایران، هندوستان، پاکستان، اندونزی و روسیه هستند.
برخی از کشورها مانند ایالات متحده آمریکا، آلمان و فرانسه به دلیل محبوبیت به عنوان کشور ثالث برای استقرار سرور، گاهی در این لیست در رتبات اول قرار می‌گیرند. در صورت محاسبهٔ سرانه اسپم به ازای هر شخص، بلغارستان در رتبهٔ اول قرار می‌گیرد.
محبوب‌ترین کشورهای هدف برای اسپمرها نیز ایالات متحده آمریکا و کانادا هستند. بیش از ۸۴٪ تمامی حملات اسپمی ایالات متحده آمریکا را هدف قرار می‌دهند که در مقایسه با رتبهٔ دوم، کانادا که در ۴٪ موارد مورد هدف قرار می‌گیرد، اختلاف بسیار فاحشی دارد.

## هزینه‌های اسپم
کمیسیون بازار مشترک داخلی اتحادیه اروپا در سال ۲۰۰۱ تخمین زد که هزینهٔ ایمیل‌های اسپم برای کاربران اینترنت بالغ بر ۱۰ میلیارد یورو در سال است. قوهٔ مقننهٔ کالیفرنیا دریافت که هزینهٔ اسپم در ایالات متحده که شامل پایین آمدن کارایی، اتلاف تجهیزات و نیروی کار لازم است، بالغ بر ۱۳ میلیارد دلار در سال ۲۰۰۷ می‌باشد. تأثیرات مالی مستقیم اسپم، شامل مصرف کامپیوتر و منابع شبکه، اتلاف زمان و منابع انسانی و توجه به روانه نمودن پیام‌های ناخواسته است. به علاوه اسپم از چندین بعد دارای هزینه‌است. از جمله، روش‌های اسپم‌کنندگان برای ارسال این پیام‌ها، هزینه ناشی از اجرای قوانین مربوط به اسپم و راه‌های مقابله با اسپم سبب هدر رفتن منابع مالی می‌شود. همچنین هزینه‌های غیرمستقیمی نیز توسط اسپم‌ها تحمیل می‌شوند؛ مثل سرقت مالی، سرقت داده، دزدی هویت و دستاوردهای فکری دیگران، انتشار ویروس و دیگر آلوده‌سازی‌های فایلی، کلاهبرداری و فروش فریب دهنده. نتیجهٔ دیگر اسپم کردن آن است که ضمایم موتور جستجو با صفحات بی‌مصرف پر می‌شود و هزینهٔ جستار انجام شده بالا می‌رود. هزینهٔ روش‌های اسپم‌کنندگان بالا است. چون اسپم کردن مقدار زیادی از سیاست کاربرد قابل قبول خدمات‌دهنده‌های اینترنت را نقض می‌کند. اسپم ایمیل، یوزنت و پیام‌های آنی اغلب از طریق پروکسی سرورهای ناامن ارسال می‌شوند. اسپم‌کنندگان مکرراً از نام‌ها، آدرس‌ها، شماره تلفن‌ها و دیگر اطلاعات تماسی دروغین استفاده می‌کنند. در بعضی موارد، آن‌ها از شماره‌های کارت اعتباری دزدی یا جعلی برای پرداخت حساب‌ها استفاده کرده‌اند. این کار به آن‌ها اجازه می‌دهد سریعاً از حسابی به حساب دیگر در صورت برملا شدن حرکت کنند.

## ابعاد مخرب نامه‌های الکترونیکی ناخواسته
صرفاً طی یک روز در سال ۲۰۰۳، یکی از عظیم‌ترین ارائه‌دهندگان خدمات اینترنتی، بیش از دو میلیارد پیام ناخواسته را بلاک نموده‌است. شرکت مایکروسافت که دومین ارائه دهنده سرویس اینترنت اِم‌اِس‌اِن(مخفف انگلیسی: MSN)و سرویس هات مِیل می‌باشد، اظهار داشته‌است که به‌طور متوسط روزانه حدود ۲٫۴ میلیارد پیام ناخواسته را بلاک می‌نماید. براساس بررسی انجام شده در مؤسسه تحقیقاتی ردیکیت در ارتباط با نامه‌های الکترونیکی ناخواسته، بیش از چهل و پنج درصد از ۱۰٫۹ تریلیون پیام ارسال شده در سال ۲۰۰۳، اسپم بوده‌اند. یکی از مسائل مرتبط با اسپم این است که چرا حجم آنان تا به این اندازه زیاد می‌باشد. به سهولت در ایجاد آنان بر می‌گردد. در حال حاضر، صدها شرکت وجود دارد که لوح‌های فشرده شامل میلیون‌ها آدرس معتبر پست الکترونیکی را می‌فروشند. با استفاده از نرم‌افزارهایی نظیر ورد، می‌توان به سادگی آدرس‌های فوق را به خطوطی مشتمل بر صد آدرس در هر خط تبدیل و در ادامه با استفاده از پتانسیل همیشه جذاب بریدن و چسباندن، آن‌ها را در فیلد TO هر برنامه معمولی نامه الکترونیکی، قرار دارد. پس از فشردن دکمه فرستادن، در کمتر از چندین ثانیه، صدها نامه الکترونیکی ارسال خواهد شد. سادگی در ایجاد و توزیع این نوع از نامه‌های الکترونیکی، از مهم‌ترین مسائل و مشکلات مرتبط با اسپم است.

## چگونگی جمع‌آوری آدرس‌های پست الکترونیکی
همیشه این سؤال مطرح است که یک شرکت چگونه میلیون‌ها آدرس پست الکترونیکی معتبر را جمع‌آوری می‌کند تا پس از استقرار آنان بر روی سی‌دی، امکان فروش آنان را فراهم نماید. در این رابطه منابع متعددی وجود دارد: اولین منبع جمع‌آوری آدرس‌های پست الکترونیکی، گروه‌های خبری و اتاق‌های چت می‌باشند. خصوصاً بر روی سایت‌های بزرگ، کاربران (به خصوص افرادی که اولین بار از این امکانات استفاده می‌نمایند)، اغلب از اسامی واضح استفاده نموده یا آدرس واقعی پست الکترونیکی خود را در گروه‌های خبری قرار می‌دهند. ارسال‌کنندگان نامه‌های الکترونیکی ناخواسته، از یک نرم‌افزار خاص برای استخراج اسامی واضح و آدرس‌های پست الکترونیکی به صورت اتوماتیک استفاده می‌نمایند. دومین منبع برای جمع‌آوری آدرس‌های پست الکترونیکی، وب می‌باشد. در حال حاضر ده‌ها میلیون سایت بر روی اینترنت وجود دارد و ارسال‌کنندگان نامه‌های الکترونیکی ناخواسته می‌توانند با ایجاد «مراکز جستجو»، عملیات جستجو به منظور یافتن علامت «@» را که نشان‌دهنده یک آدرس الکترونیکی می‌باشد را پیمایش می‌نمایند. این نوع از برنامه‌ها را اسپم باتز می‌نامند.
سومین منبع تأمین‌کننده آدرس‌های پست الکترونیکی، سایت‌هایی می‌باشند که صرفاً با هدف جذب آدرس‌های پست الکترونیکی ایجاد می‌گردند؛ مثلاً یک ارسال‌کننده نامه‌های الکترونیکی ناخواسته می‌تواند سایتی را ایجاد نماید که به کاربر بگوید که «یک میلیون دلار» برنده شده‌است و صرفاً آدرس پست الکترونیکی خود را در این محل تایپ یا درج نماید. یکی دیگر از روش‌های جمع‌آوری آدرس‌های پست الکترونیکی که در گذشته بیشتر استفاده می‌شد، فروش آدرس پست الکترونیکی اعضاء توسط سایت‌های بزرگ است. برخی دیگر از سایت‌ها، مخاطبان خود را با این سؤال مواجه می‌نمودند که آیا تمایل به دریافت خبرنامه پست الکترونیکی دارید؟ در صورت پاسخ مثبت به سؤال فوق، آدرس کاربر دریافت و در ادامه به یک ارسال‌کننده نامه الکترونیکی فروخته می‌گردید. منبع دیگر تأمین‌کننده آدرس‌های پست الکترونیکی، انجمن‌ها می‌باشند که پس از ثبت نام کاربران، آدرس پست الکترونیکی آن‌ها را برای مقاصد تبلیغاتی استفاده می‌کنند.
از بزرگترین و متداول‌ترین منابع تأمین‌کننده آدرس‌های نامه‌های الکترونیکی، جستجو بر حسب کلید واژه «دیکشنری»، مربوط به سرویس‌دهنده پست الکترونیکی شرکت‌های عظیم خدمات اینترنتی و پست الکترونیکی نظیر اِی‌اُاِل، اِم‌اِس‌اِن یا هات میل، می‌باشد. یک حمله مبتنی بر دیکشنری، در ابتدا ارتباطی را با یک سرویس دهنده پست الکترونیکی به عنوان هدف برقرار نموده و در ادامه و با سرعت به صورت تصادفی اقدام به ارسال میلیون‌ها آدرس پست الکترونیکی می‌نماید. تعداد زیادی از این آدرس‌ها دارای تفاوت‌های اندکی با یکدیگر می‌باشند. نرم‌افزار مورد نظر در ادامه بررسی لازم در خصوص موجود بودن آدرس‌های فوق را انجام می‌دهد و در ادامه، آنان را به لیست آدرس ارسال‌کننده نامه الکترونیکی اضافه می‌نماید. در نهایت لیست آماده شده به تعداد زیادی از ارسال‌کنندگان نامه‌های الکترونیکی ناخواسته، فروخته می‌شود. آدرس‌های نامه‌های الکترونیکی، عموماً خصوصی تلقی نمی‌گردند (نظیر درج شماره تلفن شما در لیست دفترچه تلفن عمومی).

## شرکت‌های ارسال انبوه ایمیل
برخی از شرکت‌هایی که در این رابطه فعالیت می‌نمایند، قادر به ارسال میلیاردها اسپم طی یک روز می‌باشند. این شرکت‌ها در کشورهای متعدد تأسیس و فعالیت می‌نمایند (خصوصاً در کشورهایی که برای برخورد قانونی با اینچنین فعالیت‌هایی، قانون مشخصی تدوین و تعریف نشده‌است). بسیاری از شرکت‌های ارائه دهندهٔ خدمات ارسال ایمیل انبوه، ادعا می‌کنند که خدمات عاری از اسپم ارائه می‌دهند و ارسال نامه الکترونیکی صرفاً منوط به تأیید متقاضی مبنی بر دریافت ایمیل می‌باشد. با این حال، صحت این ادعاها هنوز ثابت نشده‌است و ممکن است حتی در صورت رد کاربر، همچنان ایمیل‌های تبلیغاتی به وی ارسال شوند.

## برخورد با اسپم
برای مقابله با نامه‌های الکترونیکی ناخواسته، تاکنون روش‌های متعددی ایجاد و این روند با توجه به ابعاد گسترده آن، همچنان ادامه دارد. بهترین تکنولوژی که در حال حاضر برای توقف اسپم وجود دارد، استفاده از نرم‌افزارهای فیلترینگ است. این نوع برنامه‌ها، وجود کلید واژه‌های خاصی را در خط موضوع پیام، بررسی و در صورت شناسائی آنان، نامه الکترونیکی مورد نظر را حذف می‌نمایند. برنامه‌های فیلترینگ، کلید واژه‌های مورد نظر را از نظر املایی شناسایی می‌نمایند. برای املای یک کلید واژه، روش‌های متعددی وجود داشته و در برخی موارد ممکن است فرایند هجی کردن نتایج مطلوبی را به دنبال نداشته و باعث حذف نادرست نامه‌هایی گردد که تمایل به دریافت آنان داشته باشیم.
برخی از برنامه‌های فیلترینگ پیشرفته، نظیر هِریستیک یا بِیشِن، با استفاده از روش‌های متعدد آماری (مانند فیلترینگ اسپم بیزی) اقدام به شناسائی اسپم بر اساس الگوهایی خاص می‌نمایند. سازمان‌های متعددی اقدام به انتشار لیست آدرس‌های آی‌پی استفاده شده توسط ارسال‌کنندگان نامه‌های الکترونیکی ناخواسته می‌نمایند. هر اسپمر بزرگ، قطعاً دارای مجموعه‌ای از ماشین‌های سرویس‌دهنده‌است که اقدام به ارسال پیام‌های اسپم نموده و هر ماشین نیز دارای آدرس آی‌پی اختصاصی مربوط به خود است. پس از تشخیص اسپم از طریق آدرس آی‌پی آن، آدرس فوق به لیست سیاه اضافه می‌گردد. هاروستر یکی از مراکزی است که چنین لیست‌هایی را ایجاد و به‌طور دائم آنان را به روز می‌نماید. شرکت‌هایی که صورت حساب پست الکترونیکی را هاست می‌نمایند، می‌توانند با بررسی آدرس آی‌پی فرستنده و مقایسه آن با لیست سیاه ارائه شده، آن را فیلتر و بلاک نمایند. ارسال‌کنندگان نامه‌های الکترونیکی نیز در این زمینه ساکت ننشسته و در این رابطه از رویکردهای متعددی استفاده می‌نمایند.
تغییر متناوب آدرس‌های آی‌پی با توجه به وجود این‌گونه آدرس‌های آی‌پی در لیست سیاه، در صورتی که آدرس‌های فوق در اختیار سازمان‌ها یا موسساتی دیگر قرار گیرد، عملاً برای استفاده‌کنندگان غیرقابل استفاده بوده و آنان نمی‌توانند از آن‌ها برای ارسال نامه‌های الکترونیکی واقعی، استفاده نمایند. استفاده از توان سایر کامپیوترهایی که به آنان شکی وجود ندارد: ارسال‌کنندگان اسپم، با استفاده از تکنیک‌های خاصی از بین کامپیوترهای مطمئن موجود در شبکه که به آنان سو ظنی وجود ندارد، اصطلاحاً یارگیری نموده و از آنان برای ارسال نامه‌های الکترونیکی ناخواسته استفاده می‌نمایند. در چنین مواردی عملاً ماشین مورد نظر در اختیار ارسال‌کنندگان اسپم، قرار خواهد گرفت. از طرفی چون آدرس‌های آی‌پی این نوع از ماشین‌ها جدید بوده و در لیست سیاه آدرس‌های آی‌پی قرار ندارند، امکان ارسال میلیون‌ها پیام الکترونیکی با استفاده از آنان فراهم می‌گردد (قبل از این که شناسایی و در لیست سیاه قرار گیرند).
از دیگر راهکارهای مقابله با اسپم، می‌توان به تدوین مجموعه قوانین مناسب برای برخورد با افراد یا موسسات ارسال‌کننده این نوع نامه‌های الکترونیکی و تهیه یک لیست اختیاری برای افرادی که تمایل به دریافت اسپم را دارند و استفاده از گزینه‌هایی نظیر فرم‌های آنلاین در مقابل ایمیل اشاره نمود. با توجه به حجم نامه‌های ارسالی ناخواسته و غیرقابل کنترل بودن آن، می‌بایست تغییرات عمده‌ای در سرویس‌دهندگان پست الکترونیکی سنتی ایجاد و آنان خود را مجهز به تکنولوژی‌های پیشرفته‌ای به منظور ایمن‌سازی سرویس دهنده نمایند. هم اینک موضوع مقابله با اسپم در دستور کار شرکت‌های عظیم تولیدکننده نرم‌افزار (سرویس‌دهندگان پست الکترونیکی)، سخت‌افزار و امنیت اطلاعات قرار گرفته و تمامی آنان در تلاش برای ایجاد روش‌ها و تکنیک‌هایی خاص برای مقابله با اسپم می‌باشند.

## روش‌هایی برای کاهش اسپم‌ها
با در نظر گرفتن برخی نکات، تعداد اسپم‌ها را می‌توان کاهش داد. اسپم‌ها ارتباط مستقیمی با ویروس‌ها نداشته و حتی ممکن است ایمیل‌هایی که از منابع معتبر ارسال شده‌اند نیز در زمره این گروه قرار گیرند. با رعایت موارد زیر می‌توان تعداد اسپم‌های دریافتی در ایمیل را کاهش داد:
- قبل از ارسال آدرس ایمیل به صورت آنلاین، باید به دنبال قوانین و حریم خصوصی یک سایت مورد نظر گشت. سایت‌های شناخته شده دارای یک لینک خاص بر روی سایت خود به منظور آشنائی کاربران با سیاست‌های آن‌ها در خصوص نحوه برخورد با اطلاعات ارسالی می‌باشند. می‌بایست قبل از ارسال آدرس ایمیل خود یا سایر اطلاعات شخصی، آن را مطالعه نمود و از این که مالکان یا مسئولان سایت قصد انجام چه کاری را با اطلاعات ارسالی دارند، آگاه شد. هنگامی که برای دریافت خدمات یا صورت حساب جدید عملیات وارد شدن انجام می‌شود، ممکن است بخشی گزینه‌ها به صورت پیش‌فرض انتخاب شده باشند که در خصوص محصولات یا سرویس‌های جدید به آن آدرس ایمیل ارسال شود؛ بنابراین در صورتی که آنان به همان وضعیت باقی بمانند، به زودی حجم زیادی از نامه‌های الکترونیکی دور از انتظار، ارسال خواهد شد. باید قابلیت فیلترینگ برنامه‌ها و سرویس‌های پست الکترونیکی را شناسایی و به کار برد.
در بسیاری موارد می‌توان آدرس یا دامنه‌های ناخواسته را بلوک کرد. هرگز بر روی لینک‌های موجود در یک اسپم نباید کلیک کرد. برخی از منابع ارسال‌کننده اسپم با ارسال آدرس‌های ایمیل متغیر در یک دومین خاص مثل یاهو یا هات‌میل، سعی در تشخیص معتبر بودن یک آدرس ایمیل می‌نمایند. با کلیک لینک ارسالی توسط یک اسپم، صرفاً معتبر بودن آدرس ایمیل به اطلاع آنان رسانده شده‌است. گزینه «عدم عضویت» نیز روش دیگری به منظور جمع‌آوری آدرس‌های ایمیل معتبر است. باید مراقب ایمیل‌ها با فرمت اچ‌تی‌ام‌ال نیز بود. بسیاری از شرکت‌ها این ایمیل‌ها را همراه با یک فایل گرافیکی لینک شده ارسال می‌نمایند. زمانی که برنامه سرویس‌گیرنده ایمیل، اقدام به دانلود گرافیک می‌نماید، آنان می‌دانند که ایمیل باز شده‌است. با غیرفعال نمودن گزینه دریافت اتوماتیک گرافیک در ایمیل و مشاهده ایمیل‌ها با فرمت صرفاً متن، می‌توان پیشگیری لازم در خصوص این مسئله را انجام داد.

## مبارزه علیه اسپم
در نخستین روزهای حیات اینترنت، رفتار اجتماعی به شکلی دوستانه با عنوان اخلاق شبکه، راهبری و هدایت می‌شد. اصول اخلاقی شبکه، بیشتر از رویه‌های دوستانه مورد استفادهٔ سرویس‌دهندگان سرچشمه می‌گیرد. این رویه‌ها به عنوان توافقی بین سرورها و کاربران مطرح است و تعیین می‌کند که هنگام استفاده از اینترنت، چه مواردی پذیرفتنی و چه مواردی غیرقابل پذیرش و نامطلوب است.
این رویه‌ها همچنین به وسیلهٔ محدودیت‌های فنی که پروتکل اینترنت ایجاد می‌کند، به گونه‌ای مؤثرتر عمل می‌کنند. با گذشت زمان، این رویه‌های معمول به موضوعاتی شناخته شده در اینترنت تبدیل شده‌اند. بدین صورت که از طرفی سرویس‌دهندگان شبکه یک توافق ضمنی را شکل می‌دهند و دنباله رو استانداردهای یکسانی هستند و از طرف دیگر، کاربران اینترنت خود را مقید کرده‌اند به اصول اخلاقی شبکه با رضایت تن دهند. هرگونه تخلف آشکار در اینترنت، خشم کاربران را برمی‌انگیزد و مجازات‌هایی از انواع مختلف، از جمله توبیخ رسمی یا جلوگیری از دسترسی به شبکه را برای متخلفان دربردارد. همچنین برخی اوقات سرویس‌دهندگان شبکه به علت ناتوانی در جلب رفتارهای مناسب، مورد توبیخ و سرزنش قرار گرفته‌اند.
این عدالت هوشیار، کاربران جدید را وادار می‌کند تا به اصول اخلاقی موجود توجه کنند. در همین راستا، نظریه‌پردازان اظهار می‌دارند که این اصول اخلاقی همانند حقوق عرفی وزنه‌هایی مطرح و بااعتبار هستند.
از زمانی که اینترنت از یک شبکه دانشگاهی و علمی-تحقیقی، به ابزاری تجاری تبدیل شده‌است، مفاهیم دچار تغییر و تحول شده‌اند. به دنبال آن بسیاری از کاربران غیرفنی با جهل نسبت به این اصول، شروع به استفاده از اینترنت کردند. در همین زمان، جنبه‌های تجاری و تبلیغاتی، به عنوان بخشی از خدمات اینترنت، نمود پیدا کردند و کاربران بیشتر وارد مفاهیم تجاری شدند و از آن پس بود که اسپمرهای تجاری شروع به کارکرده‌اند.
هرزنامهٔ وکلای آمریکایی، «کانتروسی‌گل»، از اولین و معروف‌ترین هرزنامه‌ها است. در سال ۱۹۹۳، آن‌ها آگهی «کاست سبز» یکسانی را برای گروه‌های خبری که پیش‌تر شناسایی کرده بودند، فرستادند و گرچه در این راه از دیگران پیشی گرفته‌اند، با این اقدام، خود را در معرض دریافت پاسخ‌های خشمگین و غضب‌آلود قرار دادند. بدین شکل که کاربران با ارسال نامه‌های الکترونیکی متعدد به آن‌ها، در صدد تلافی برآمدند و باعث شدند که صندوق پستی آن‌ها و سرور شبکه لبریز شود. سایر هکرهای خشمگین نیز سعی کردند با هک کردن سرورها، به آن‌ها لطمه بزنند. در نهایت یک هکر خلاق و باهوش، به‌طور خودکار «کنسل بوت» را برای پاک کردن هر یک از کپی پیام‌های تخلف‌آمیز در گروه‌های خبری، طراحی و ایجاد کرد. قضیه «کانتروسی گل» به خوبی نشان داد که قوانین لازم‌الاجرای زیادی وجود دارد که در آن بدون وجود دادگاه، داور، دادستان و مدعی‌العموم و در عوض با حضور کاربران، به اجرا در خواهند آمد. قانونی که مجازات‌های گوناگون و فراوان دربردارد و زیر عنوان قانون توده یا قانون هوشمند اعمال می‌شود. البته باید توجه داشت که امروزه اسپمرها، هوشمندتر عمل می‌کنند؛ به گونه‌ای که آدرس‌های الکترونیکی را جعل می‌کنند، نامه‌های مشکوک را به سرورها نسبت می‌دهند و زمینه‌های برگشت به آدرس‌های غلط را فراهم می‌آورند. این پدیده به مشکلات اینترنتی و به ویژه سرورها بیشتر دامن می‌زند.
هم‌اکنون نمونه‌های زیادی از مجبور ساختن سرویس‌دهندگان برای استفاده از دامنه‌ها و حوزه‌های جعلی وجود دارد. آن‌ها با تهدیداتی همچون:خاموش کردن کامپیوتر، فرورفتن در باتلاق نامه‌های الکترونیکی برگشتی به فرستنده و پس فرستادن نامه‌های نفرت‌انگیز روبه‌رو شده‌اند. از زمان فرستادن اولین هرزنامه، سرورهای شبکه و کاربران اینترنت، روش‌های تکنیکی مختلفی جهت غلبه بر مشکلات هرزنامه، تدارک دیده‌اند. از جمله: فیلتردار کردن نامه‌هایی که فرستاده می‌شود، بلوکه کردن هرزنامه‌ها و نامه‌هایی که از سوی سرورها فرستاده می‌شوند، بلوکه کردن هرزنامه‌های ناخواسته گروه‌های خبری که برای ورود به سرورها فرستاده می‌شوند و بلوکه کردن آی‌پی ارتباطی از سایت‌های دارای هرزنامه. یکی از ارائه‌دهندگان خدمات پست الکترونیکی سعی کرده‌اند اسپمرهای خود را برای اهداف تحقیقاتی، مجوزدار کنند. استدلال آن‌ها بر این اساس است که:
با استفاده از این نوع هرزنامه‌ها، زمان آموزش متقاضیان کمتر می‌شود، سرورها محو می‌شوند و در فضایی که اسناد اسپمرها در آن‌ها ذخیره می‌شوند، صرفه‌جویی می‌شود. در هر حال، آن‌ها تاکنون در دستیابی به هدف خود موفق نبوده‌اند.
از منظر قانونی تا به حال تعدادی از عرضه‌کنندگان خدمات پست‌های الکترونیکی با طرح دعوا، اسپمرها را به محکمه کشانده‌اند. از دیدگاه خدمات‌دهنده اینترنت، ارسال نامه‌های تجاری ناخواسته بعد از درخواست‌های مکرر آن‌ها و اخطار به توقف این عمل، تجاوز به داشته‌های آن‌ها قلمداد می‌شود. این استدلال در دادگاه مورد پذیرش و تأیید قرار گرفته‌است. سایر استدلال‌ها برای طرح دعوا بر این اساس است که اسپمرها با فرستادن اسپم، در واقع قرارداد خود را با خدمات‌دهنده‌های اینترنت نقض کرده‌اند. همچنین اسپم‌های آن‌ها، کاربران اینترنت را به اعمال تلافی‌جویانه واداشته‌اند که منجر به تعطیلی خدمات‌دهنده‌های اینترنت شده‌است. افزون بر این، جعل کردن آدرس‌ها و برگرداندن آن‌ها به آدرس‌های برگشتی باعث از بین رفتن شهرت و اعتبار بازرگانان شده‌است؛ بنابراین اقامهٔ دعوا به استناد نقض حقوق علامت تجارتیِ گمراه‌کننده نیز تا حدودی پذیرفتنی است.
فرستادن اسپم در محاکم ایالات متحده، به عنوان یک فعالیت غیرقابل‌قبول شناخته شده‌است و دادگاه‌ها مجازات‌هایی را علیه هرزنامه‌نویسان که نامه‌های تجاری ناخواسته را به برخی سایت‌ها فرستاده‌اند، مقرر نموده‌اند. همچنین به تازگی یک دادگاه کانادایی عمل ارسال هرزنامه‌ها را به عنوان اقدامی علیه اصول اخلاقی شبکه، شناسایی کرده و موقعیت خدمات‌دهنده‌های اینترنت را در مقابل هرزنامه‌ها تقویت نموده‌است.

## قانون‌مند کردن اسپم
بسیاری از کشورها، قوانینی را برای قانون‌مند کردن اسپم وضع کرده‌اند یا در حال تدوین آن هستند. به عنوان نمونه، بسیاری از ایالات کشور آمریکا، مجوزهایی برای این کار ایجاد کرده‌اند. در اتحادیهٔ اروپا نیز شورا و پارلمان اروپا، دستورالعمل‌های مناسبی در این زمینه ارائه کرده‌اند. در ایران نیز زمزمه‌هایی برای تصویب قانونی در این زمینه وجود دارد، هرچند به‌طور کامل انجام نشده‌است.
براساس پیش‌نویس لایحه اسپم کمیته‌های تحت عنوان «کمیته مدیریت پیام‌های ناخواسته الکترونیکی» تشکیل خواهد شد که موارد مربوط به انتشار اسپم را هدایت و مدیریت خواهد کرد. نمایندگان وزارتخانه‌های ارتباطات و فناوری اطلاعات، بازرگانی، امور اقتصادی و دارایی، فرهنگ و ارشاد اسلامی و سازمان مدیریت و برنامه‌ریزی کشور، افراد تشکیل دهنده این کمیته خواهند بود.
با توجه به این پیش‌نویس، ارسال پیام‌های ناخواسته برای کاربران ممنوع بوده و جرم تلقی خواهد شد. بر همین اساس، ارسال عمومی پیام ناخواسته الکترونیکی جزای نقدی داشته و در صورت تکرار، این مبلغ چند برابر خواهد شد. در صورتی که به واسطه ارسال پیام‌های تکراری و بیهوده از سوی افراد، به شبکه‌های ارائه دهنده خدمات یا سیستم‌های پپام‌رسان الکترونیکی خسارتی وارد شود، مجرم باید علاوه بر پرداخت جریمه نقدی، کلیه خسارات وارده را نیز جبران کند.